# Iraklio OAA (szachy)
Iraklio OAA (gr. Ηράκλειο Ο.Α.Α., pełna nazwa Όμιλος Αντισφαιρίσεως και Αθλοπαιδιών „Ηράκλειο”, Omilos Antisfairíseos kai Athlopaidion „Iraklio”) – grecki klub szachowy z siedzibą w Heraklionie, siedmiokrotny mistrz kraju.

## Historia
Sekcja szachowa Iraklio OAA została utworzona po reorganizacji klubu w 1975 roku. W latach 1984, 1991, 1992, 1994, 1995, 1996 i 1997 zespół wygrał Alpha Ethniki, a w latach 1991, 1993, 1994 i 1995 wygrał Puchar Grecji. W 1993 roku klub zadebiutował w Pucharze Europy, jednak nie wyszedł wówczas z grupy. W latach 1995 i 1997 zespół grał w finale fazy grupowej. Ostatni raz w europejskich rozgrywkach klub uczestniczył w 2003 roku, zajmując wówczas 38. miejsce. W 2009 roku klub nie przystąpił do rozgrywek Alpha Ethniki. 
Zawodnikami klubu byli m.in. Suat Atalık, Jelena Dembo, Krum Georgiew, Efstratios Griwas, Jan Gustafsson, Elisabeth Pähtz i Ołeksandr Zubariew.